# Dark academia
 (mai 2025).
La mise en forme du texte ne suit pas les recommandations de Wikipédia : il faut le « wikifier ».
Les points d'amélioration suivants sont les cas les plus fréquents. Le détail des points à revoir est peut-être précisé sur la page de discussion.
- Les titres sont pré-formatés par le logiciel. Ils ne sont ni en capitales, ni en gras.
- Le texte ne doit pas être écrit en capitales (les noms de famille non plus), ni en gras, ni en italique, ni en « petit »…
- Le gras n'est utilisé que pour surligner le titre de l'article dans l'introduction, une seule fois.
- L'italique est rarement utilisé : mots en langue étrangère, titres d'œuvres, noms de bateaux, etc.
- Les citations ne sont pas en italique mais en corps de texte normal. Elles sont entourées par des guillemets français : « et ».
- Les listes à puces sont à éviter, des paragraphes rédigés étant largement préférés. Les tableaux sont à réserver à la présentation de données structurées (résultats, etc.).
- Les appels de note de bas de page (petits chiffres en exposant, introduits par l'outil «  Source ») sont à placer entre la fin de phrase et le point final[comme ça].
- Les liens internes (vers d'autres articles de Wikipédia) sont à choisir avec parcimonie. Créez des liens vers des articles approfondissant le sujet. Les termes génériques sans rapport avec le sujet sont à éviter, ainsi que les répétitions de liens vers un même terme.
- Les liens externes sont à placer uniquement dans une section « Liens externes », à la fin de l'article. Ces liens sont à choisir avec parcimonie suivant les règles définies. Si un lien sert de source à l'article, son insertion dans le texte est à faire par les notes de bas de page.
- La présentation des références doit suivre les conventions bibliographiques. Il est recommandé d'utiliser les modèles {{Ouvrage}}, {{Chapitre}}, {{Article}}, {{Lien web}} et/ou {{Bibliographie}}. Le mode d'édition visuel peut mettre en forme automatiquement les références.
- Insérer une infobox (cadre d'informations à droite) n'est pas obligatoire pour parachever la mise en page.

Pour une aide détaillée, merci de consulter Aide:Wikification.
Si vous pensez que ces points ont été résolus, vous pouvez retirer ce bandeau et améliorer la mise en forme d'un autre article.

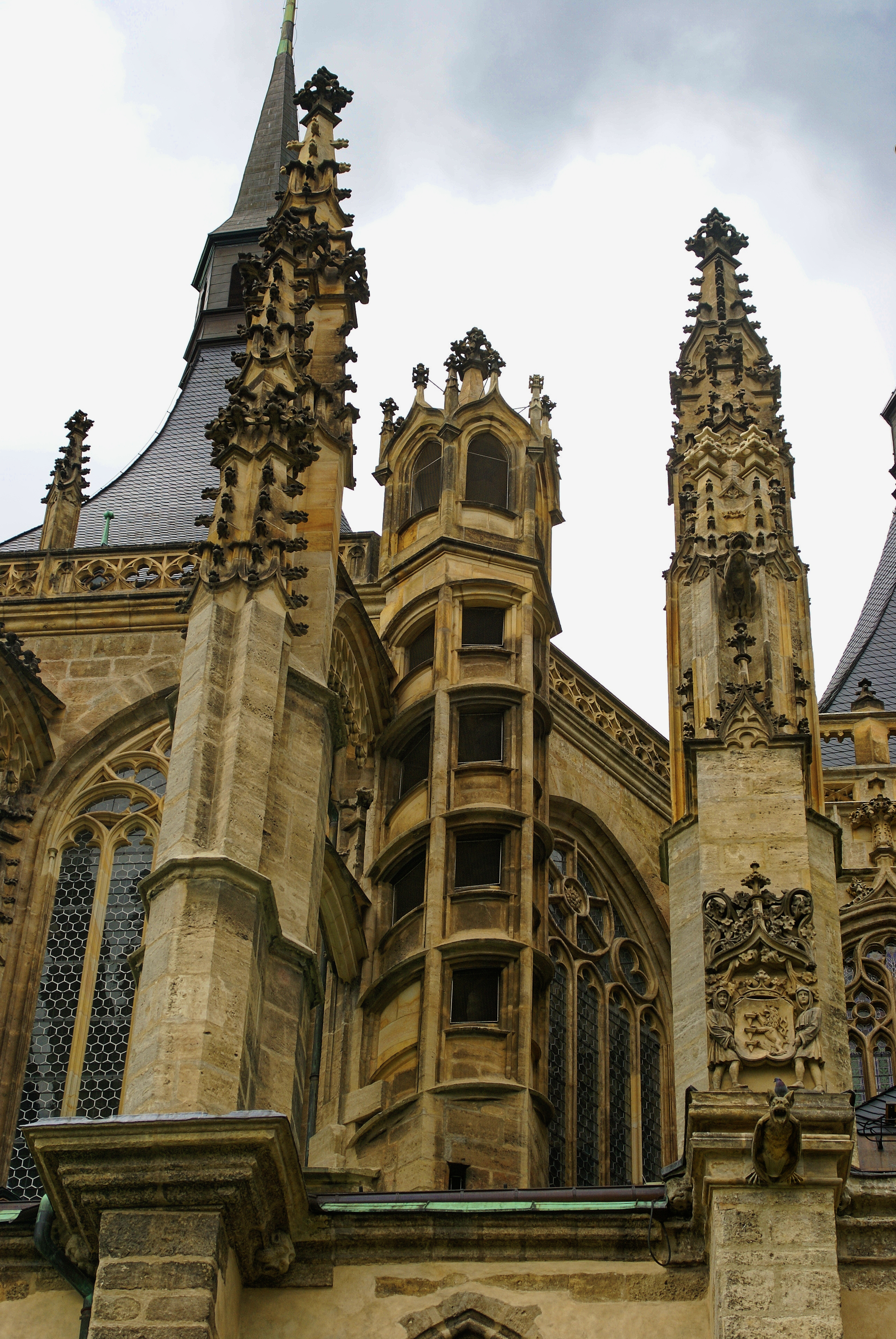
L’architecture gothique fait souvent partie de l'esthétique dark academia.

La Dark academia, qui signifie « monde universitaire sombre » en anglais, est une esthétique littéraire et une sous-culture, idéalisant l'université, le goût de l'art et de la littérature.
Cette esthétique a plusieurs caractéristiques : le port d'uniformes universitaires anglo-saxons, une architecture intérieure gothique, des activités comme l'écriture et la poésie, le goût de l'art de l'Antiquité, de la littérature classique et l'architecture de la Grèce antique et des cathédrales gothiques.
Le terme dark academia est apparu en 2015 sur le réseau social Tumblr. Il a été popularisé par des adolescents et jeunes adultes à la fin des années 2010 et au début des années 2020, notamment pendant la pandémie de COVID-19.

## Caractéristiques
La dark academia met à l'honneur la mode des années 1930 et 1940, en particulier les vêtements qui renvoient aux universités prestigieuses, comme Oxford et Cambridge, aux universités américaines de l'Ivy League ou aux écoles préparatoires. Les vêtements typiques de la dark academia sont les gilets, les blazers, les chemises, les jupes à carreaux, les richelieux, les motifs pied-de-poule ou le tweed. Son éventail de couleurs va du noir au blanc, en passant par le beige, le marron, le vert foncé ou encore bleu marine,.
Cette sous-culture idéalise l'université et la vie de campus, où les livres et les bibliothèques occupent souvent une place centrale. Des activités telles que la calligraphie, les visites de musées, la fréquentation de bibliothèques, de cafés et l'organisation de soirées d’études sont courantes dans la dark academia.
La saison automnale y est également idéalisée. On retrouve aussi une architecture gothique, des bougies, des meubles en bois aux couleurs foncées et de grandes pièces désordonnées. On décrit la dark academia comme maximaliste et nostalgique,. Certaines universités reviennent souvent dans des tableaux d'images de dark academia sur les réseaux sociaux, comme l'Université d'Oxford, de Cambridge et d'Harvard.
La dark academia présente des points communs avec le mouvement gothique, les deux idéalisent la beauté et la poésie dans des thèmes sombres. Tim Brinkhof a déclaré sur Big Think que « l'architecture maussade et le pessimisme philosophique » sont des éléments clés de la dark academia. Hannah Southwick de USA Today l'a décrit comme une « esthétique mélancolique », citant un styliste de mode qui l'a décrit comme « un mélange d'internat et d'idéalisation gothique ».

## Histoire

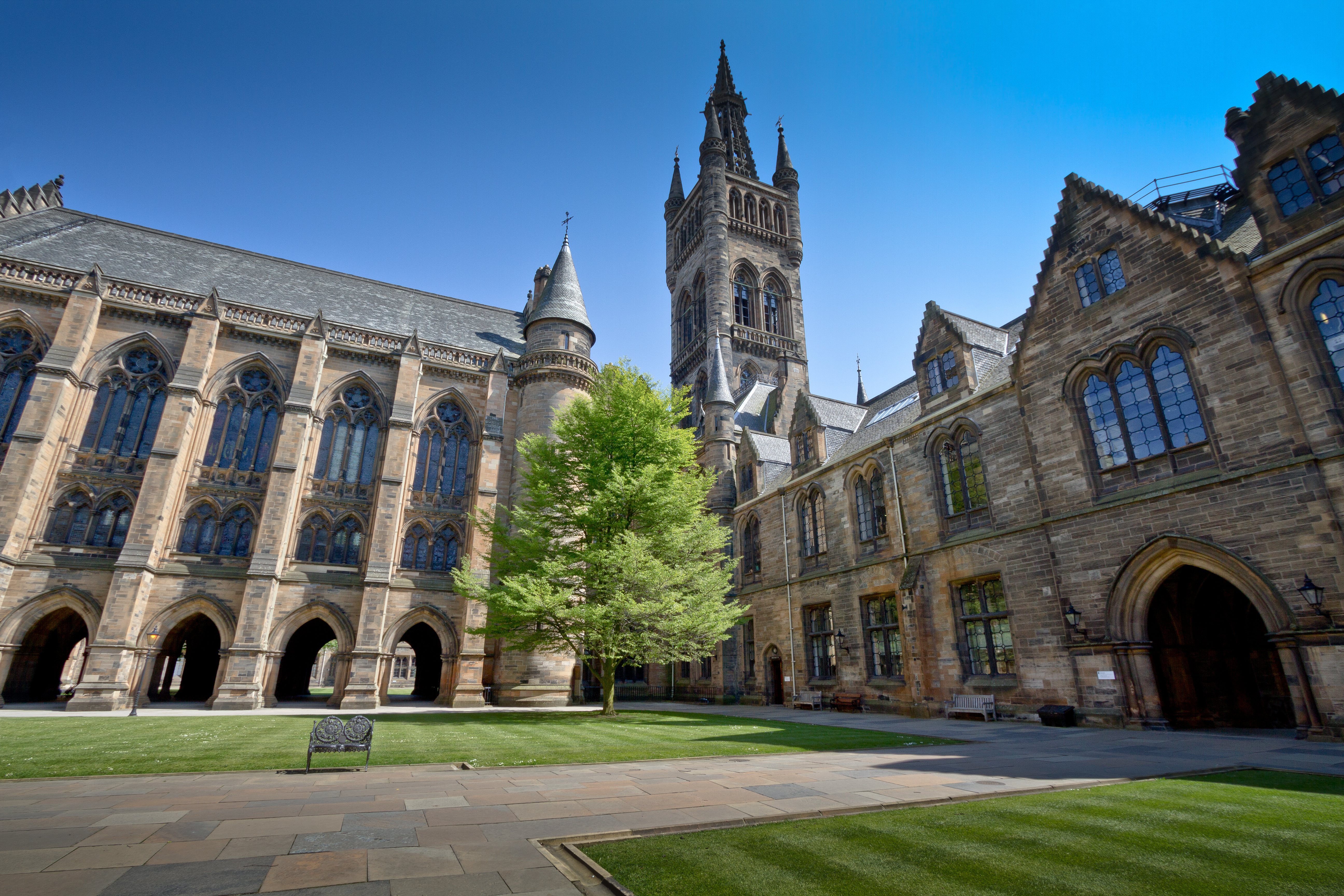
L'architecture gothique des universités est typique de la dark academia.

La tendance est apparue sur le réseau social Tumblr en 2015, comme une esthétique qui a capturé l'imagination d'une « génération Harry Potter » qui aurait grandi. Plusieurs fandoms se retrouvent sur ce réseau pour partager avec d'autres internautes des photos d'architecture sombres au style néogothique.
La dark academia a gagné en popularité, via TikTok notamment, pendant la pandémie de COVID-19. Les écoles étant fermées, l'intérêt pour le monde universitaire sombre n'a fait qu'augmenter.

## Œuvres rattachées
Certains classiques de la littérature comme Le Portrait de Dorian Gray d'Oscar Wilde et son esthétique dandy, Maurice d'E. M. Forster, ainsi que les œuvres de Lord Byron, Percy Shelley ou encore Jane Austen, Emily Brontë, Sylvia Plath et Virginia Woolf sont considérées comme influentes et populaires dans la dark academia, à laquelle elles se rattachent.

Le roman Le Maître des illusions, écrit par Donna Tartt et publié en 1992, aurait inspiré cette tendance, racontant l'histoire un meurtre au sein d'un groupe d'étudiants en humanités classiques dans une université d'arts libéraux de Nouvelle-Angleterre. D'autres livres plus récents, comme Babel de RF Kuang, la série Harry Potter de J. K. Rowling, If We Were Villains de ML Rio, Piranesi de Susanna Clarke et Ninth House de Leigh Bardugo feraient aussi partie de la dark academia,,,.

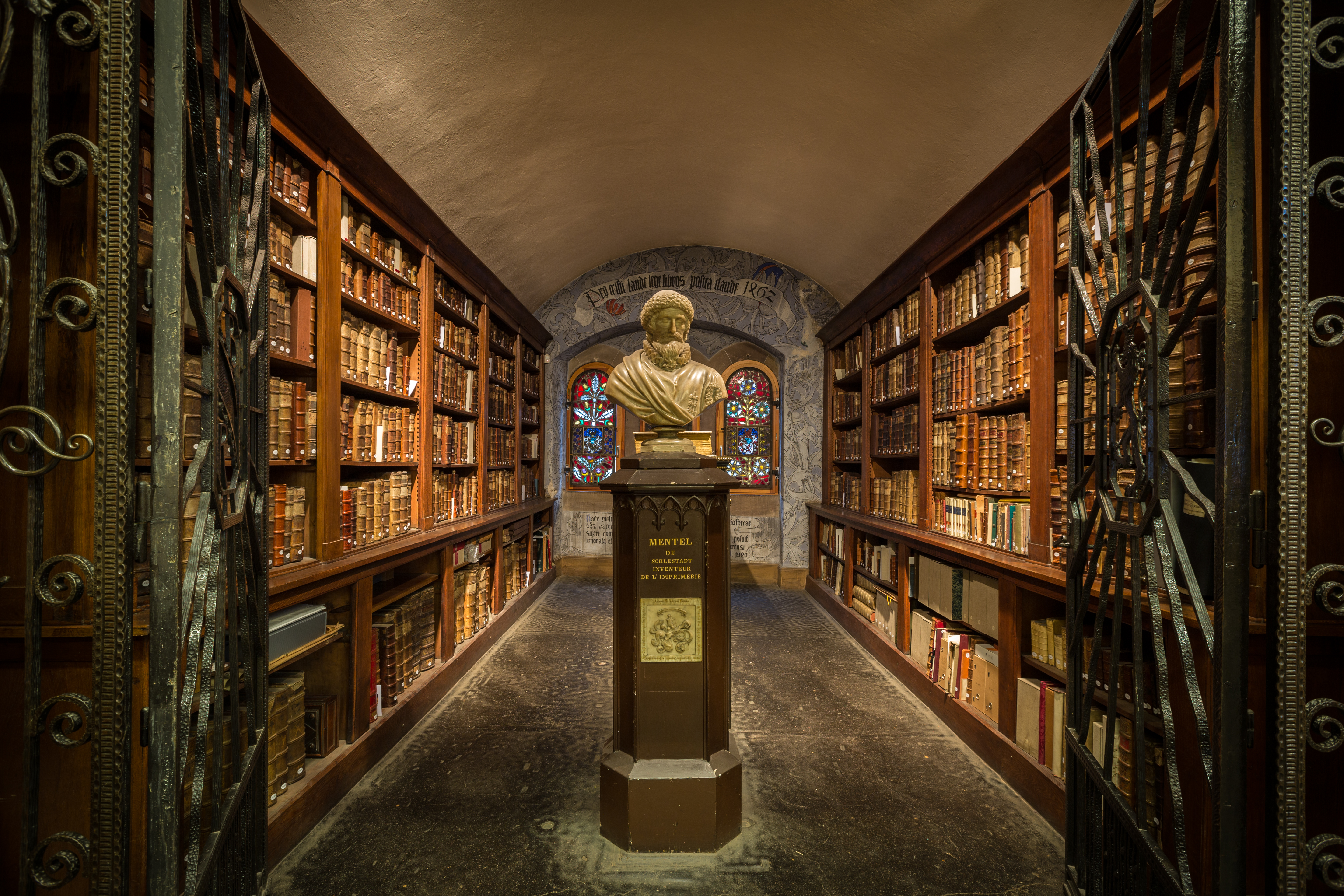
La Bibliothèque Humaniste de Sélestat, France.

Quelques films et séries télévisées relèvent également de la dark academia, comme le film Le Cercle des poètes disparus, sorti en 1989, ; et Kill Your Darlings, sorti en 2013 . Dans un article pour Screen Rant, Kayleena Pierce-Bohen a expliqué que certaines séries télévisées comme Umbrella Academy, Les Désastreuses Aventures des orphelins Baudelaire, Le Jeu de la dame, Wednesday et The Magicians appartiendraient à la dark academia,,.
Des playlists dark academia ont été publiées sur VAN Magazine ou sur des plateformes de streaming de musique comme Spotify, Deezer ou Apple Music. Ces playlists incluent surtout de la musique classique européenne du XIXe siècle au début du XXe siècle, plus particulièrement des œuvres romantiques et impressionnistes,.

## Accueil

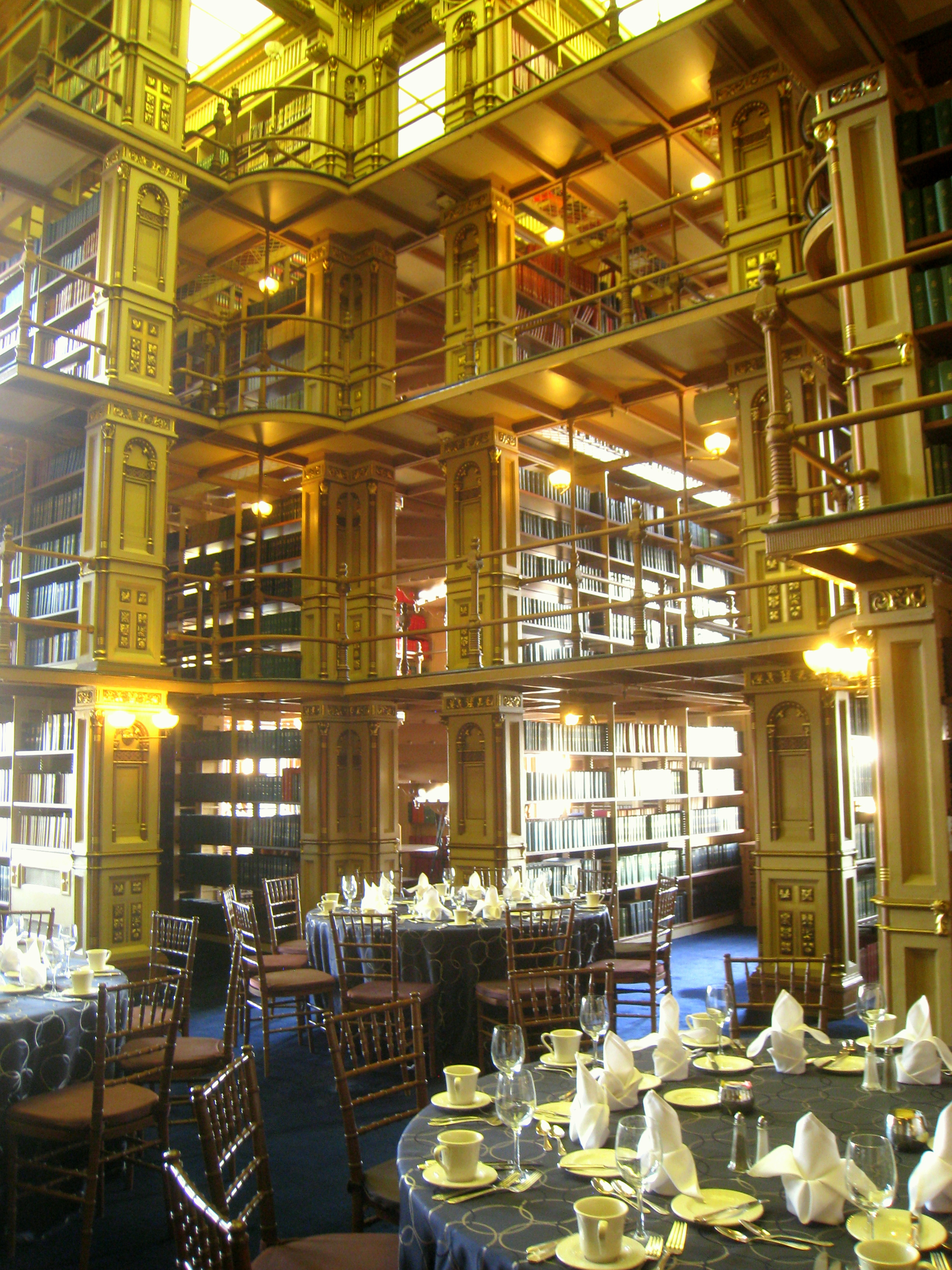
La Riggs Library de style gothique de l'université de Georgetown.

Zoe Robertson pour le site Book Riot, a déclaré que la dark academia se basait sur des « représentations séduisantes d'extravagances obscures » et lui rappelle de « voir le négatif d'une institution dont je ne peux pas me tenir éloignée, et de construire ma propre école en signe de défi. » Une autrice l'a comparée à l'esthétique du style de vie cottagecore contemporain, affirmant que le cottagecore implique d'avoir une maison de campagne et de consacrer son temps libre aux loisirs créatifs, alors qu'il est selon elle plus simple d'enfiler un blazer et de lire Dostoïevski. »
Certains attribuent cette popularité à une réaction aux restrictions budgétaires que connaissent les universités du monde anglophone, qui connaissent une corporatisation,,. Ezara Norton pour le journal étudiant de l'université de Sydney, Honi Soit, a déclaré que cela « révèle une profonde désillusion à l'égard [des modèles éducatifs qui dévalorisent la connaissance à moins qu'elle ne puisse être utilisée pour générer des profits], et un désir d'un espace libre pour apprendre, non encombré par un programme néolibéral. »
Selon la journaliste Amelia Horgan, cette tendance s'est développée grâce à la pandémie de COVID-19. Les étudiants, confinés, ont dû quitter leur campus et étudier chez leur famille où ils n'avaient pas forcément un espace d'études idéal. Cela les a menés à développer « une vision romancée de la vie universitaire » qu'ils n'ont pas pu vivre par eux-mêmes. Cependant, elle a également noté que la dark academia présente est très différent de l'esthétique des universités actuelles, soulignant les tendances du monde universitaire britannique comme un exemple de l'impact des politiques néolibérales sur l'éducation ; les enseignants devant faire beaucoup d'heures les longues heures dans des conditions de travail plus instables et incertaines, tandis que les étudiants doivent souvent faire des jobs à temps-partiel pour couvrir les coûts élevés des universités dans le monde anglophone.
En parallèle ou en réaction à la montée de dark academia, la sous-culture « light academia » est apparue. Cette dernière présente des visuels plus clairs et doux et une ambiance plus optimiste,.

### Controverses
La dark academia a été critiquée pour différentes raisons, notamment pour son eurocentrisme, son manque de diversité et l'idéalisation de modes de vie néfastes,,,,. Les critiques ont fait valoir que ce mouvement prend majoritairement pour modèle des personnes blanches. Tim Brinkhof explique que les créateurs de contenu dark academia « préfèrent parler d'Oscar Wilde et Emily Dickinson plutôt que de Toni Morrison ou James Baldwin »,,,. Sarah Burton, sociologue à la City University of London, a remarqué que l'esthétique manque de représentation de divers groupes, notamment « les femmes, la classe ouvrière, les personnes de couleur, en surpoids, à faibles revenus, handicapées, ou encore les tâches domestiques (et le goût qu'on peut avoir à les effectuer), la maternité, les personnes LGBT et le vrai quotidien de la vie universitaire ». En réponse au manque de diversité de l'esthétique, des efforts ont été faits pour intégrer des œuvres littéraires d'auteurs de couleur tels que Langston Hughes dans la dark academia,.
La dark academia a également été critiquée car jugée trop élitiste et renvoyant à une esthétique « old money ». S'appuyant sur la triple typologie des traditions éducatives décrite par Raymond Williams dans son livre The Long Revolution, Amelia Horgan a décrit la dark academia comme le comportement des « vieux humanistes qui soutiennent et veulent conserver la culture traditionnelle et hiérarchique tout en gardant l'héritage des études humanistes ». Amy Crawford, de l'Université de Dundee, a déclaré que la dark academia « idéalise l'éducation de la classe aisée européenne ». Kevin N. Dalby, de l'Université du Texas à Austin, a déclaré que « son association avec l'enseignement supérieur et les écoles de l'Ivy League, en particulier, créent un élitisme qui ne permet pas à n'importe qui de s'y intégrer ». À l'inverse, d'autres remarquent que la mode dark academia est peu coûteuse et facile à trouver dans les friperies.
D'autres ont affirmé que la dark academia accordait trop d'importance à l'esthétique des études, plutôt qu'à la véritable étude du contenu des œuvres qui sont mentionnées. Cela conduit certains adeptes du mouvement à mal interpréter certaines d'entre elles,. Elle a également été critiquée en raison de son idéalisation des comportements néfastes : le manque de sommeil, le surmenage, la toxicomanie,,,...